# Appelle-moi Jen
Appelle-moi Jen är det fjärde studioalbumet av den franska sångaren Jenifer. Det gavs ut den 22 november 2010 och innehåller 11 låtar.

## Låtlista
| Nr  | Titel               | Längd |
| --- | ------------------- | ----- |
| 1.  | À peine             | 2:54  |
| 2.  | Je danse            | 3:14  |
| 3.  | La vérité           | 3:46  |
| 4.  | L'amour fou         | 2:34  |
| 5.  | Les autocollants    | 2:04  |
| 6.  | Le dos tourné       | 3:03  |
| 7.  | L'envers du paradis | 3:33  |
| 8.  | Pole Dance          | 3:46  |
| 9.  | Pas que ça à faire  | 2:35  |
| 10. | Le risque           | 3:49  |
| 11. | Circus              | 2:29  |

Spår 11 finns endast med på den digitalt nedladdningsbara versionen av albumet som kan köpas från Itunes Store.

## Listplaceringar
| Lista               | Topplacering |
| ------------------- | ------------ |
| Belgien (Vallonien) | 10           |
| Frankrike           | 13           |